# Houeyogbe
Houéyogbé is een van de 77 gemeenten (communes) in Benin. De gemeente ligt in het departement Mono. Houéyogbé telt 101.893 inwoners (2013). De gemeente heeft een oppervlakte van 290 km² (of 320 km²) en is onderverdeeld in zes arrondissementen:
- Dahé
- Doutou
- Honhoué
- Houéyogbé
- Sè
- Zoungbonou

De gemeente wordt geleid door een burgemeester (maire) bijgestaan door twee schepenen/wethouders (adjoints) en een gemeenteraad (conseil communal) met zeventien leden. Aan het hoofd van elk arrondissement staat een chef d'arrondissement.

## Geografie
Houéyogbé ligt op 83 kilometer ten westen van Cotonou. De gemeente beslaat het noordelijk deel van het plateau van Comè met een gemiddelde hoogte van 40 meter en is grotendeels vlak. Het meer Lac Toho ligt in de arrondissementen Doutou en Zoungbonou in het noordwesten van de gemeente. Kleinere meren zijn het Lac Wozo en het Lac Datti.
Het klimaat telt twee regenseizoenen (van midden maart tot midden juli en van midden september tot midden november) en twee droge seizoenen. De gemiddelde temperatuur bedraagt 26°C.
Van het oorspronkelijke woud zijn er enkel kleine relieken (zogenaamde heilige bossen) overgebleven.

## Economie
De landbouw is de belangrijkste economische activiteit. Er wordt onder andere maïs, maniok, aardnoten, groenten en suikerriet verbouwd. Op de meren en waterlopen is en visvangst. Er is ook artisanale nijverheid met als bekendste de pottenbaksters van Sè. Er zijn ook zand- en grindgroeven.

## Geschiedenis
Onder het Franse koloniale bestuur behoorde Houéyogbé tot de cercle van Grand-Popo. In 1917-1918 was er een opstand van de Saxwè (Adja) tegen het koloniale bestuur. In 1960 werd Houéyogbé ingedeeld in het district Bopa. In 1978 werd Houéyogbé zelf een district en in 1990 een arrondissement. De gemeente werd opgericht in 1999. In 2003 werd de gemeente Honhoué door een administratieve reorganisatie een arrondissement van Houéyogbé.

## Bevolking
In 2002 telde Houéyogbé 74.492 inwoners. In 2013 telde de gemeente 101.893 inwoners. In 2020 waren dit er naar schatting meer dan 110.000. De arrondissementen Doutou (32.597), Sè (26.627) en Dahè (19.536) hadden in 2013 de meeste inwoners.
De Adja vormden in 2013 de grootste bevolkinggroep (84%), gevolgd door de Fon (15%). Er leven ook nog kleine groepen Yoruba, Mina, Fulbe, Bariba en Dendi.
In 2013 was het christendom (48%) de grootste religie in de gemeente. Hiervan was 19,6% katholiek. Er is sprake van syncretisme met de traditionele godsdiensten. Maar 1% van de bevolking was moslim.
Opm: Bevolkingscijfers in duizendtallen
Bron: Commune in Benin; 1979-2013: volkstellingen
Bron: Institut National de la Statistique Benin; 2013: volkstelling

## Afbeeldingen

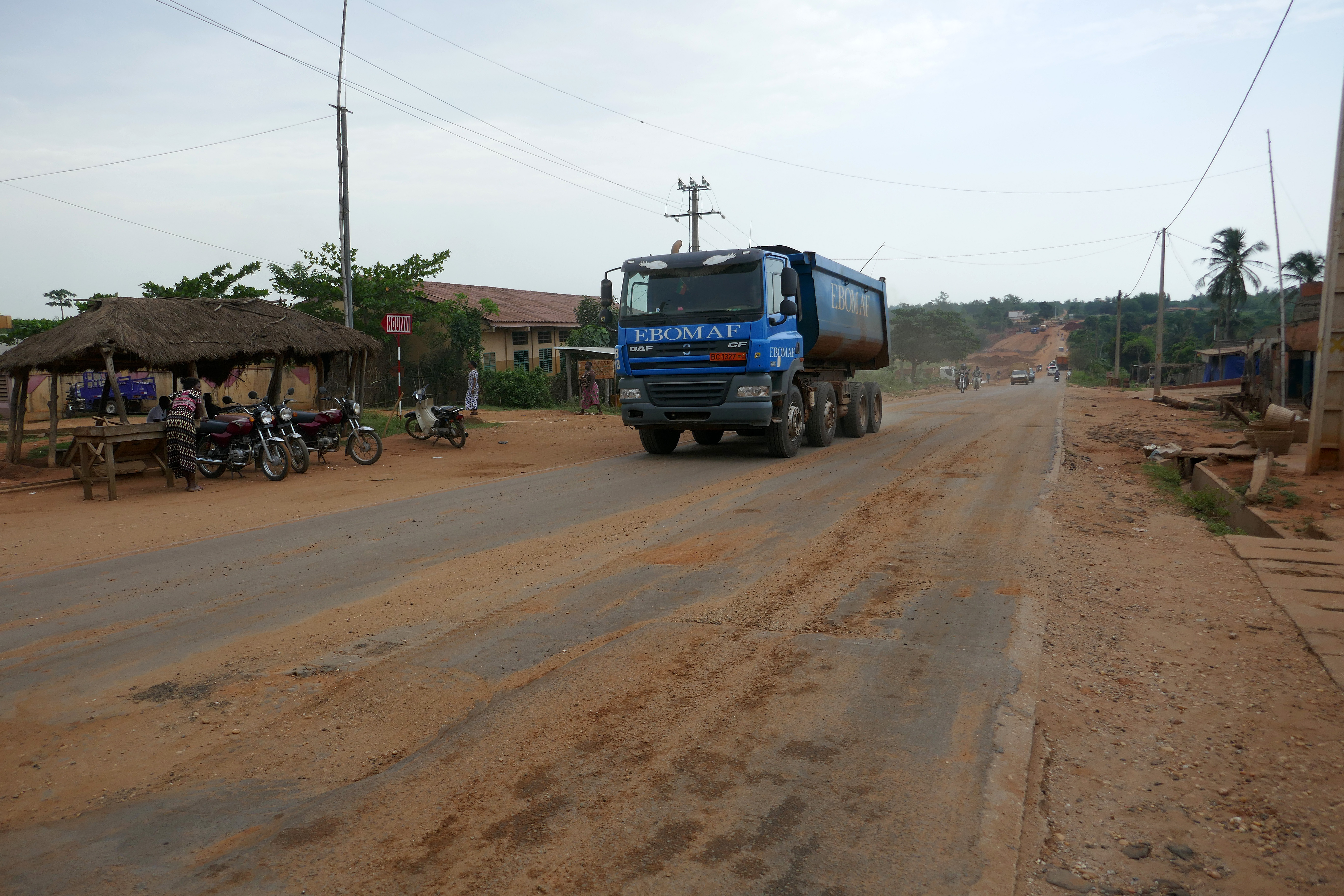
Weg in Sè
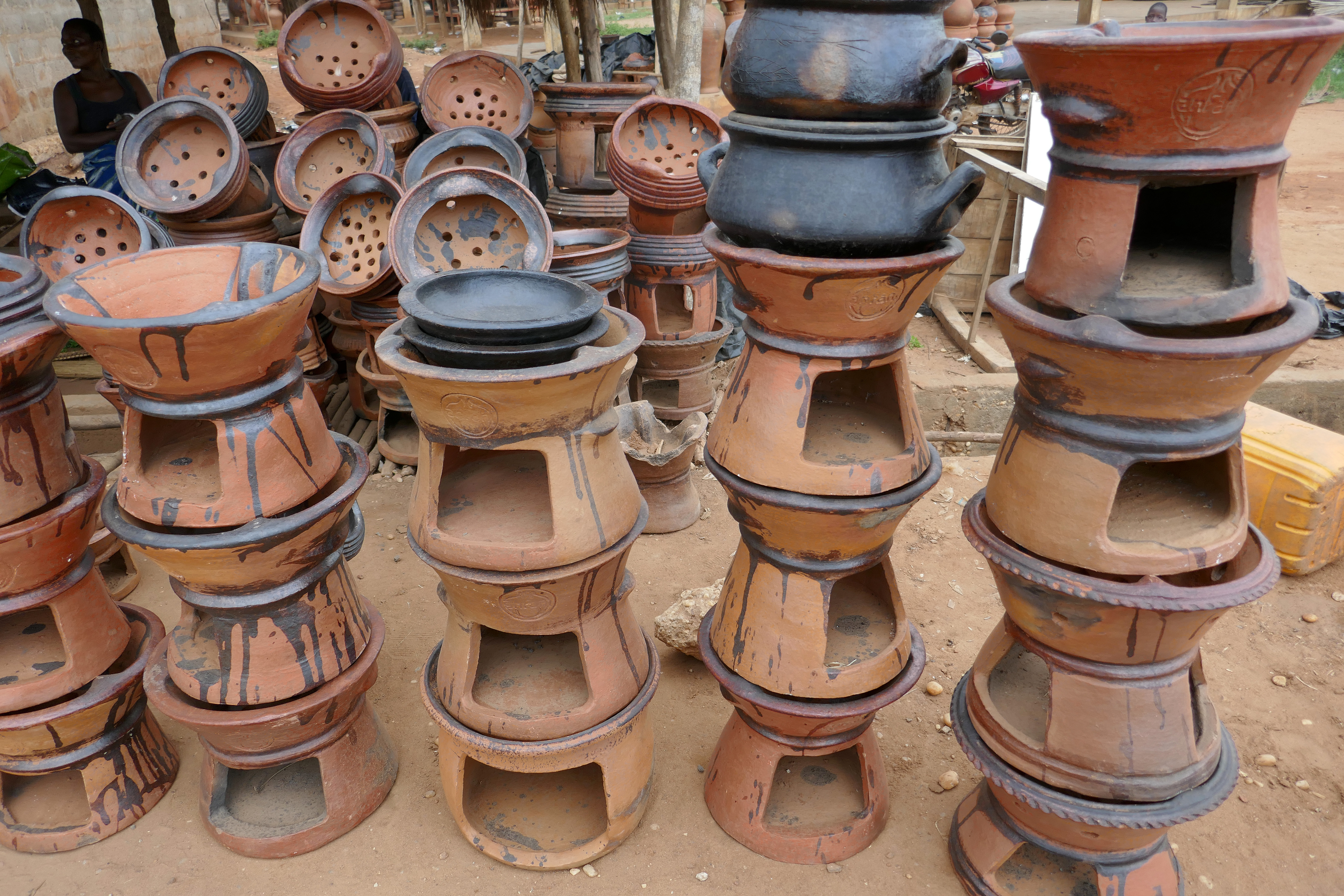
Pottenbakkerij in Sè
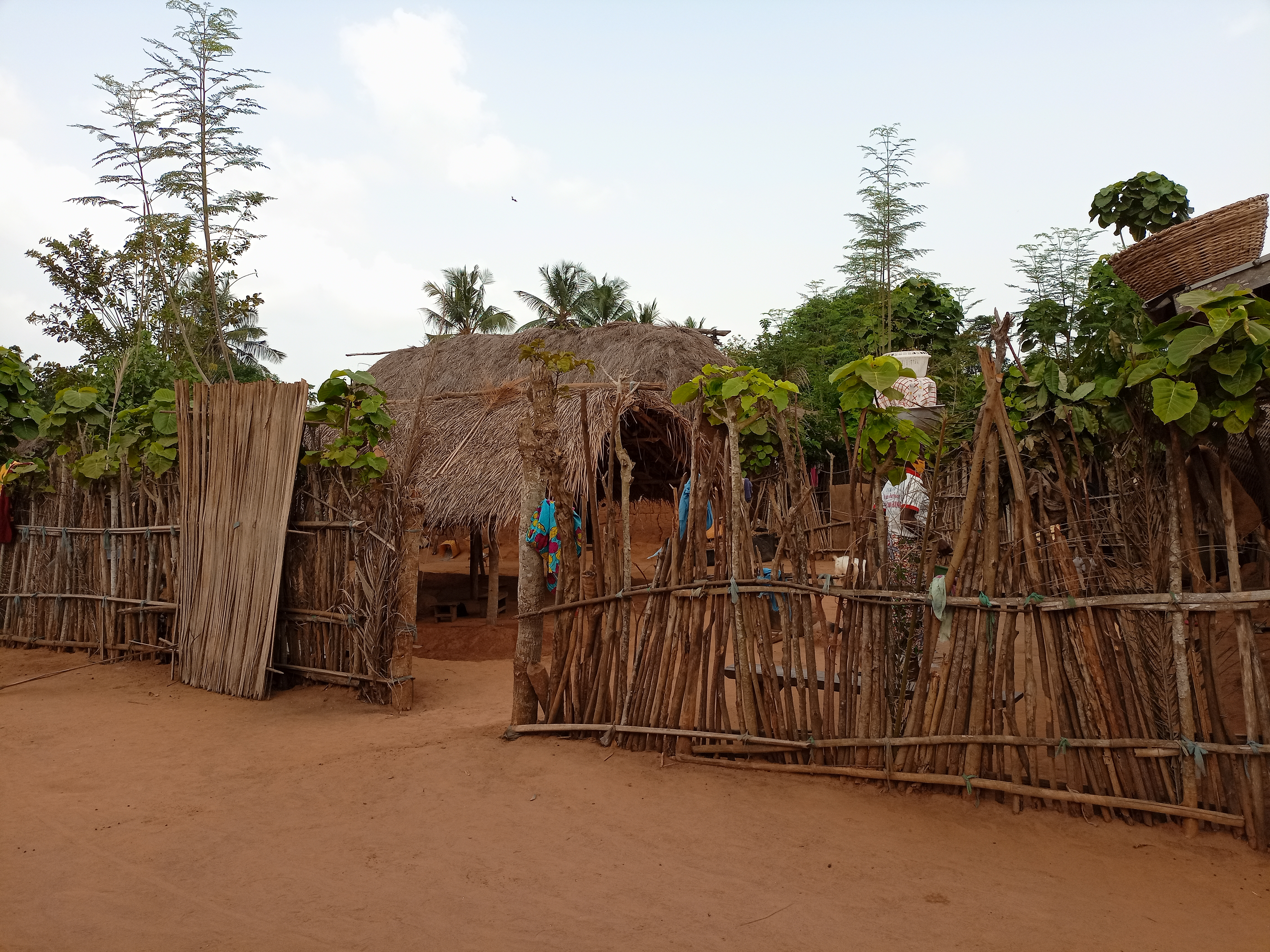
Traditionele woning in Dahè
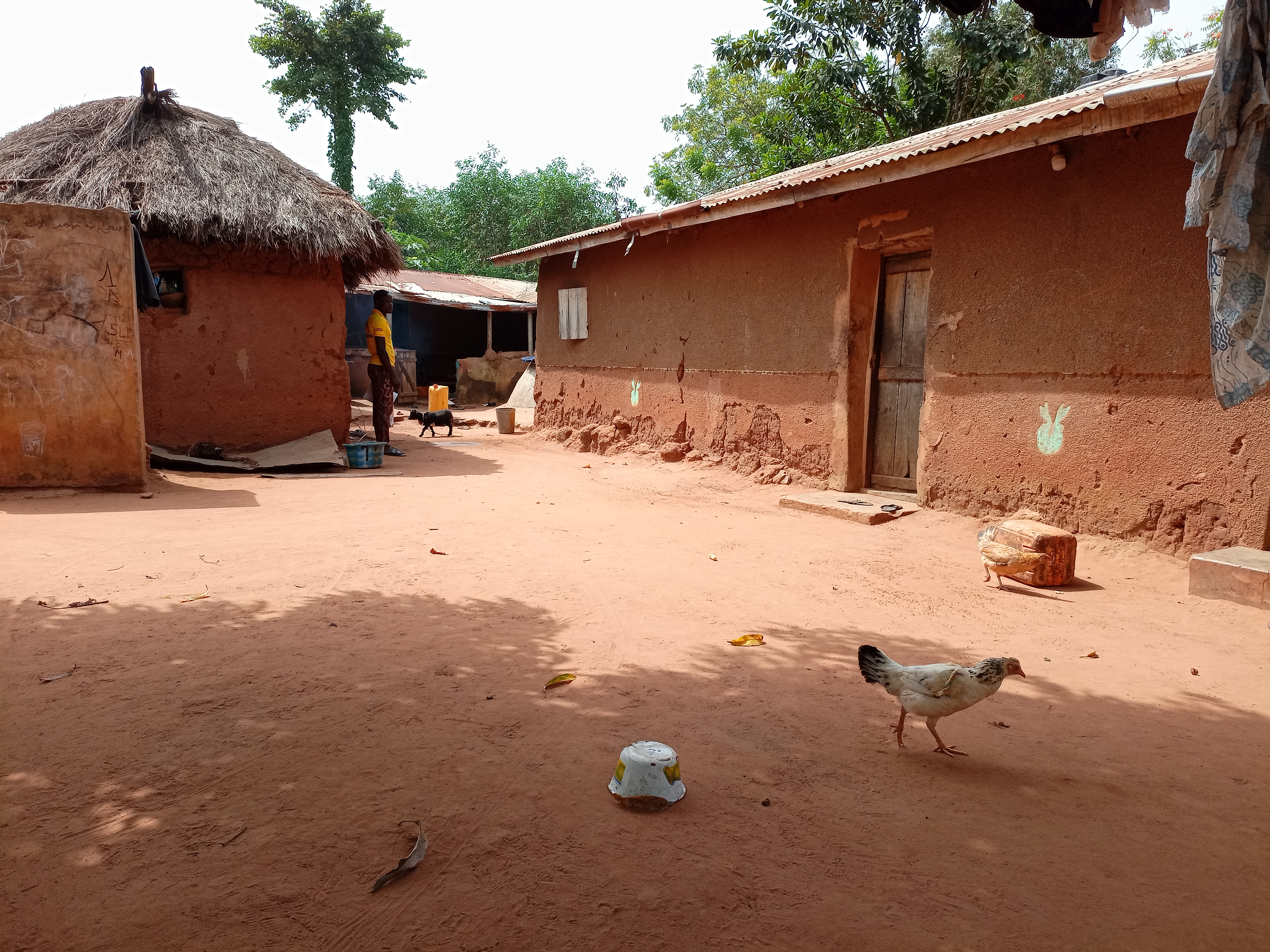
Kpassakanmé (Dahè)